# Nati nel 1991/Ottobre
| Questa pagina contiene informazioni ricavate automaticamente dalle voci biografiche con l'ausilio del template Bio e di un bot. L'aggiornamento è periodico e automatico e ricostruisce completamente la pagina. Se manca una persona in questa lista, sei pregato di non aggiungerla, ma accertati piuttosto che la sua voce biografica contenga il template Bio e che i dati anagrafici siano correttamente compilati. Se il template Bio manca, inseriscilo tu stesso o, in alternativa, metti l'avviso {{tmp\|Bio}} che ne segnala la mancanza. Se i dati riportati sono sbagliati, correggi direttamente la voce biografica; le modifiche saranno visibili in questa lista entro pochi giorni. Per chiarimenti vedi il progetto biografie. La lista contiene solo le 450 persone che sono citate nell'enciclopedia e per le quali è stato implementato correttamente il template Bio. Pagina aggiornata al 10 ago 2025. |

- 1º ottobre - James Atoe, giocatore di football americano statunitense
- 1º ottobre - Gideon Baah, ex calciatore ghanese
- 1º ottobre - Ambrogio Beccaria, velista italiano
- 1º ottobre - Conor Clifford, calciatore irlandese
- 1º ottobre - Mathieu Deplagne, ex calciatore francese
- 1º ottobre - Jenn Dodds, giocatrice di curling scozzese
- 1º ottobre - Lauren Embree, tennista statunitense
- 1º ottobre - Mark Engel, ex sciatore alpino statunitense
- 1º ottobre - Elson Hooi, calciatore olandese
- 1º ottobre - Dīmītrīs Katsivelīs, cestista greco
- 1º ottobre - Gus Kenworthy, sciatore freestyle e attivista statunitense
- 1º ottobre - Timothée Kolodziejczak, calciatore francese
- 1º ottobre - Jonatan Kopelev, nuotatore israeliano
- 1º ottobre - Vincent Kriechmayr, sciatore alpino austriaco
- 1º ottobre - Oleksandr Kučerenko, calciatore moldavo
- 1º ottobre - Mohamed Mohyeldin, judoka egiziano
- 1º ottobre - Renan Mota, calciatore brasiliano
- 1º ottobre - Robbie Ray, giocatore di baseball statunitense
- 1º ottobre - Hristina Ruseva, pallavolista bulgara
- 1º ottobre - Ramón Sánchez Giménez, cestista paraguaiano
- 1º ottobre - Niletto, cantante e rapper russo
- 1º ottobre - Samuel Shankland, scacchista statunitense
- 1º ottobre - Ahmed Tawfik, calciatore egiziano
- 1º ottobre - Rain Veideman, cestista estone
- 1º ottobre - Roman Wilson, ex giocatore di football americano statunitense
- 1º ottobre - Zhang Yang Yang, cantante cinese
- 2 ottobre - Yerik Alzhanov, pugile kazako
- 2 ottobre - Raven Barber, cestista statunitense
- 2 ottobre - Daniel Bigham, ingegnere, ex pistard e ciclista su strada britannico
- 2 ottobre - Aaron Colvin, giocatore di football americano statunitense
- 2 ottobre - Brandyn Curry, ex cestista statunitense
- 2 ottobre - Roberto Firmino, calciatore brasiliano
- 2 ottobre - Gonzalo Freitas, calciatore uruguaiano
- 2 ottobre - Sivert Heltne Nilsen, calciatore norvegese
- 2 ottobre - Lee Hodson, calciatore nordirlandese
- 2 ottobre - Danila Izotov, nuotatore russo
- 2 ottobre - Kim Ho-joong, cantante sudcoreano
- 2 ottobre - Stanislav Kostov, calciatore bulgaro
- 2 ottobre - Lee Eun-byeol, pattinatrice di short track sudcoreana
- 2 ottobre - Smino, rapper statunitense
- 2 ottobre - Fernando Torrent, calciatore argentino
- 2 ottobre - Ethan Warren, tuffatore australiano
- 3 ottobre - ASAP Rocky, rapper, modello e produttore discografico statunitense
- 3 ottobre - Augusto Barrios, calciatore cileno
- 3 ottobre - Stefan Brennsteiner, sciatore alpino austriaco
- 3 ottobre - A.J. Cann, giocatore di football americano statunitense
- 3 ottobre - Kyle Collinsworth, cestista statunitense
- 3 ottobre - Sean De Bie, ex ciclista su strada e ciclocrossista belga
- 3 ottobre - Avtandil Ebralidze, calciatore georgiano
- 3 ottobre - Lucas Farach, giocatore di calcio a 5 argentino
- 3 ottobre - Cristiano Fusari, giocatore di calcio a 5 e ex calciatore italiano
- 3 ottobre - Kenny Hilliard, ex giocatore di football americano statunitense
- 3 ottobre - Derek Klena, attore e cantante statunitense
- 3 ottobre - Kenny Lala, calciatore francese
- 3 ottobre - Léo Morais, calciatore brasiliano
- 3 ottobre - Ahmed Nabil, calciatore egiziano
- 3 ottobre - Andrés Ricaurte, calciatore colombiano
- 3 ottobre - Henri Schoeman, triatleta sudafricano
- 3 ottobre - Lenzelle Smith, cestista statunitense
- 3 ottobre - Will Sutton, ex giocatore di football americano statunitense
- 3 ottobre - Ryan Watkins, cestista statunitense
- 4 ottobre - Agostina Burani, cestista argentina
- 4 ottobre - Natasha David, ex cestista argentina
- 4 ottobre - Taufic Guarch, calciatore messicano
- 4 ottobre - Stefan Gölles, calciatore austriaco
- 4 ottobre - Shunsuke Kikuchi, calciatore giapponese
- 4 ottobre - Thomas Koechlin, canoista svizzero
- 4 ottobre - Thijmen Kupers, mezzofondista olandese
- 4 ottobre - Michail Levašov, calciatore russo
- 4 ottobre - Alyssa Longo, ex pallavolista statunitense
- 4 ottobre - Júlia Németh, calciatrice ungherese
- 4 ottobre - Rüstəm Orucov, judoka azero
- 4 ottobre - Erik Sviatchenko, calciatore danese
- 4 ottobre - Nikola Vasić, calciatore svedese
- 4 ottobre - Lucas Villafáñez, calciatore argentino
- 4 ottobre - Yoshito Watabe, combinatista nordico giapponese
- 4 ottobre - Irina Zarjažko, pallavolista russa
- 5 ottobre - Betty Who, cantante australiana
- 5 ottobre - Cosimo Chiricò, calciatore italiano
- 5 ottobre - Knile Davis, giocatore di football americano statunitense
- 5 ottobre - Bruno Giménez, calciatore uruguaiano
- 5 ottobre - Jeong Min-su, pallavolista sudcoreano
- 5 ottobre - Amjad Kalaf, calciatore iracheno
- 5 ottobre - Franco Lamanna, rugbista a 15 uruguaiano
- 5 ottobre - César Meza Colli, calciatore paraguaiano
- 5 ottobre - Risto Mitrevski, calciatore macedone
- 5 ottobre - Kyle Murphy, ciclista su strada statunitense
- 5 ottobre - Sarah Noll, bobbista tedesca
- 5 ottobre - Davide Petrucci, calciatore italiano
- 5 ottobre - Arthur Pic, ex pilota automobilistico francese
- 5 ottobre - Renato Santos, calciatore portoghese
- 5 ottobre - Tornik'e Shengelia, cestista georgiano
- 5 ottobre - Christopher Weber, bobbista tedesco
- 5 ottobre - Xiao Zhan, attore e cantante cinese
- 5 ottobre - Zulfahmi Arifin, calciatore singaporiano
- 5 ottobre - Takahiro Ōgihara, calciatore giapponese
- 6 ottobre - Roshon Fegan, attore, rapper e musicista statunitense
- 6 ottobre - Jack Green, ostacolista e velocista britannico
- 6 ottobre - Mathieu Grébille, pallamanista francese
- 6 ottobre - Kaede Kondō, cestista giapponese
- 6 ottobre - Giuseppe Loiacono, calciatore italiano
- 6 ottobre - Milorad Novaković, giocatore di football americano serbo
- 6 ottobre - Lawrence Okoye, discobolo e ex giocatore di football americano britannico
- 6 ottobre - Nicola Valente, calciatore italiano
- 7 ottobre - Christian Burgess, calciatore inglese
- 7 ottobre - Ihor Čajkovs'kyj, calciatore ucraino
- 7 ottobre - Adam Coleman, rugbista a 15 australiano
- 7 ottobre - Nikita Filippov, astista kazako
- 7 ottobre - Mike Foltynewicz, giocatore di baseball statunitense
- 7 ottobre - Eyal Golasa, calciatore israeliano
- 7 ottobre - Margaux Isaksen, pentatleta statunitense
- 7 ottobre - Nicole Jung, cantante sudcoreana
- 7 ottobre - Russell Kennedy, fondista statunitense
- 7 ottobre - Lay, ballerino, cantante e musicista cinese
- 7 ottobre - Stefan Marinovic, calciatore neozelandese
- 7 ottobre - Mojtaba Mirzajanpour, pallavolista iraniano
- 7 ottobre - Irene Montrucchio, sincronetta spagnola
- 7 ottobre - Kevin Pierre-Louis, giocatore di football americano statunitense
- 7 ottobre - Enzo Reale, calciatore francese
- 7 ottobre - Carolina Rey, conduttrice televisiva, attrice e conduttrice radiofonica italiana
- 7 ottobre - Simon Cho, pattinatore di short track sudcoreano
- 8 ottobre - Cao Shuo, triplista cinese
- 8 ottobre - Bakermat, produttore discografico, compositore e disc jockey olandese
- 8 ottobre - Adam Forshaw, calciatore inglese
- 8 ottobre - Fernando Gaibor, calciatore ecuadoriano
- 8 ottobre - Owayne Gordon, calciatore giamaicano
- 8 ottobre - David Jablonský, calciatore ceco
- 8 ottobre - Jonáš Kašpar, canoista ceco
- 8 ottobre - Aljaksandr Makas', calciatore bielorusso
- 8 ottobre - Kobi Marimi, cantante israeliano
- 8 ottobre - Enrico Miglioranzi, hockeista su ghiaccio italiano
- 8 ottobre - Willyan Mimbela, calciatore peruviano
- 8 ottobre - Antonio Raíllo, calciatore spagnolo
- 8 ottobre - David Stephens, calciatore gallese
- 8 ottobre - Simone Rossi, ex rugbista a 15 italiano
- 8 ottobre - Laura Saccomani, pallavolista italiana
- 8 ottobre - Shan Danna, ex pallavolista cinese
- 8 ottobre - Mari Sánchez, sollevatrice colombiana
- 8 ottobre - Rustam Tulaganov, pugile uzbeko
- 8 ottobre - Giovanni Zarfino, calciatore uruguaiano
- 9 ottobre - Finlay Bealham, rugbista a 15 australiano
- 9 ottobre - Daniel Cappelletti, calciatore italiano
- 9 ottobre - Andy Delort, calciatore francese
- 9 ottobre - Thomas Fraser-Holmes, nuotatore australiano
- 9 ottobre - Rayan Frikeche, calciatore francese
- 9 ottobre - Juan Ezequiel García, ex calciatore argentino
- 9 ottobre - Anthony Harris, giocatore di football americano statunitense
- 9 ottobre - Charles Leno, giocatore di football americano statunitense
- 9 ottobre - Oleksandr Lypovyj, cestista ucraino
- 9 ottobre - Giuseppe Mastinu, calciatore italiano
- 9 ottobre - Yūsuke Minagawa, calciatore giapponese
- 9 ottobre - Ángel Núñez Castillo, cestista statunitense
- 9 ottobre - Salmeen Khamis, calciatore emiratino
- 9 ottobre - Faisal Zaid, calciatore kuwaitiano
- 10 ottobre - Mohammed Al-Owais, calciatore saudita
- 10 ottobre - Andreas Bakkerud, pilota automobilistico norvegese
- 10 ottobre - Gilvydas Biruta, ex cestista e allenatore di pallacanestro lituano
- 10 ottobre - Michael Carter-Williams, ex cestista statunitense
- 10 ottobre - Gabriella Cilmi, cantante australiana
- 10 ottobre - Darqueze Dennard, ex giocatore di football americano e allenatore di football americano statunitense
- 10 ottobre - Lali Espósito, cantautrice e attrice argentina
- 10 ottobre - Manuel Giandonato, allenatore di calcio e ex calciatore italiano
- 10 ottobre - Kim Seul-gi, attrice e comica sudcoreana
- 10 ottobre - Lucas Lima, calciatore brasiliano
- 10 ottobre - Don Mansale, calciatore e giocatore di calcio a 5 vanuatuano
- 10 ottobre - Ahmed Mogni, calciatore francese
- 10 ottobre - Vico Ortiz, attrice e attivista portoricana
- 10 ottobre - Mariana Pajón, ciclista di BMX colombiana
- 10 ottobre - Federica Russo, ex calciatrice italiana
- 10 ottobre - Xherdan Shaqiri, calciatore svizzero
- 10 ottobre - Junior Cally, rapper e produttore discografico italiano
- 10 ottobre - Timothy Toroitich, mezzofondista ugandese
- 10 ottobre - Aidan White, ex calciatore irlandese
- 11 ottobre - Koray Altınay, calciatore turco
- 11 ottobre - J.J. Avila, cestista statunitense
- 11 ottobre - Joel Bitonio, giocatore di football americano statunitense
- 11 ottobre - Giuseppe De Luca, calciatore italiano
- 11 ottobre - Guillermo Matías Fernández, calciatore argentino
- 11 ottobre - Toby Fox, autore di videogiochi e compositore statunitense
- 11 ottobre - Jack Garratt, cantante e polistrumentista britannico
- 11 ottobre - Andy Halliday, calciatore scozzese
- 11 ottobre - Absalom Iimbondi, calciatore namibiano
- 11 ottobre - Kane Ritchotte, attore, cantante e produttore discografico statunitense
- 11 ottobre - Davide Uccellari, triatleta italiano
- 11 ottobre - Wei Yongli, velocista cinese
- 11 ottobre - Wescley Gomes dos Santos, calciatore brasiliano
- 11 ottobre - Kika van Es, ex calciatrice olandese
- 11 ottobre - Jakub Śmiechowski, pilota automobilistico polacco
- 12 ottobre - Hassan Amin, calciatore tedesco
- 12 ottobre - Felipe Cadenazzi, calciatore argentino
- 12 ottobre - Roarie Deacon, calciatore inglese
- 12 ottobre - Nicolao Dumitru, calciatore italiano
- 12 ottobre - Tyson Hinz, ex cestista canadese
- 12 ottobre - Hiroyuki Miyazawa, fondista giapponese
- 12 ottobre - Panagiōtīs Vlachodīmos, calciatore tedesco
- 13 ottobre - Amane Shankule, maratoneta etiope
- 13 ottobre - Ramsés Bustos, ex calciatore cileno
- 13 ottobre - Diego Domínguez, attore e cantante spagnolo
- 13 ottobre - Conor Doyle, calciatore irlandese
- 13 ottobre - Tuğberk Gedikli, cestista turco
- 13 ottobre - Oleksandr Kalonov, imprenditore e arbitro di calcio italiano
- 13 ottobre - Patrick Konrad, ciclista su strada austriaco
- 13 ottobre - Trevor Lacey, cestista statunitense
- 13 ottobre - Shane Malcolm, ex calciatore statunitense
- 13 ottobre - Denis Simani, calciatore svizzero
- 14 ottobre - Robin Buffet, ex sciatore alpino francese
- 14 ottobre - Marco Capuano, calciatore italiano
- 14 ottobre - Andrea Duro, attrice e modella spagnola
- 14 ottobre - Said El Otmani, mezzofondista e maratoneta italiano
- 14 ottobre - Alen Fetić, giocatore di calcio a 5 sloveno
- 14 ottobre - Eldin Hadžić, ex calciatore bosniaco
- 14 ottobre - Tyrrell Hatton, golfista inglese
- 14 ottobre - Josh Huff, giocatore di football americano statunitense
- 14 ottobre - Derek Jackson, cestista statunitense
- 14 ottobre - Sharrod Neasman, giocatore di football americano statunitense
- 14 ottobre - Ibrahim Shameel, ex nuotatore maldiviano
- 15 ottobre - Tyreek Duren, cestista statunitense
- 15 ottobre - Rune Frantsen, ex calciatore danese
- 15 ottobre - Luis Galeano, calciatore nicaraguense
- 15 ottobre - Gloria Giachi, pallanuotista italiana
- 15 ottobre - Berend Grube, giocatore di football americano tedesco
- 15 ottobre - Charlotte Hope, attrice britannica
- 15 ottobre - Michel Koch, ex ciclista su strada tedesco
- 15 ottobre - Brock Nelson, hockeista su ghiaccio statunitense
- 15 ottobre - Hansell Riojas, calciatore peruviano
- 15 ottobre - Bawırjan Turısbek, calciatore kazako
- 15 ottobre - Jesús Valentín, calciatore spagnolo
- 15 ottobre - Hamish Watson, rugbista a 15 scozzese
- 16 ottobre - Alexandru Coman, calciatore rumeno
- 16 ottobre - Jaye Crockett, cestista statunitense
- 16 ottobre - Giulia Emmolo, ex pallanuotista italiana
- 16 ottobre - Ognjen Gnjatić, calciatore bosniaco
- 16 ottobre - Elena González, attrice, giornalista e ballerina spagnola
- 16 ottobre - Jon Horford, ex cestista statunitense
- 16 ottobre - Dīmītrios Kolovetsios, calciatore greco
- 16 ottobre - Daiki Ogawa, calciatore giapponese
- 16 ottobre - Kevin Pannewitz, ex calciatore tedesco
- 16 ottobre - Jonathan Schoop, giocatore di baseball olandese
- 16 ottobre - Scott Sio, rugbista a 15 australiano
- 16 ottobre - Miori Takimoto, attrice e cantante giapponese
- 16 ottobre - Phan Thị Hà Thanh, ginnasta vietnamita
- 16 ottobre - Wilfried Yeguete, cestista francese
- 16 ottobre - Igor Zonjić, calciatore montenegrino
- 17 ottobre - Brenda Asnicar, attrice e cantante argentina
- 17 ottobre - Callum Beattie, cantautore scozzese
- 17 ottobre - Nicolás Coronel, rugbista a 15 e rugbista a 7 argentino
- 17 ottobre - Tadej Ferme, cestista sloveno
- 17 ottobre - Javier Güemez, calciatore messicano
- 17 ottobre - Abdelkader Oueslati, ex calciatore francese
- 17 ottobre - Vincent Landais, copilota di rally francese
- 17 ottobre - Henry Romero, calciatore salvadoregno
- 17 ottobre - Michael Smith, calciatore inglese
- 17 ottobre - Volodymyr Tančyk, calciatore ucraino
- 17 ottobre - Manu Trigueros, calciatore spagnolo
- 17 ottobre - Billy Turner, giocatore di football americano statunitense
- 17 ottobre - Rachel Watson, attrice australiana
- 18 ottobre - Ibrahim Alma, calciatore siriano
- 18 ottobre - Damjan Bohar, calciatore sloveno
- 18 ottobre - Roly Bonevacia, calciatore olandese
- 18 ottobre - Tereza Kožárová, calciatrice ceca
- 18 ottobre - Zohran Mamdani, politico ugandese
- 18 ottobre - Kevin McGowan, giocatore di baseball statunitense
- 18 ottobre - Tyler Posey, attore, musicista e modello statunitense
- 18 ottobre - Toby Regbo, attore e musicista britannico
- 18 ottobre - Ed Reynolds, ex giocatore di football americano statunitense
- 18 ottobre - Heini Vatnsdal, calciatore faroese
- 19 ottobre - Paul-Loup Chatin, pilota automobilistico francese
- 19 ottobre - Idris Dawud, cestista statunitense
- 19 ottobre - Colton Dixon, cantante statunitense
- 19 ottobre - Serdar Dursun, calciatore turco
- 19 ottobre - Flávio Ferreira, ex calciatore portoghese
- 19 ottobre - Travis Gerrits, sciatore freestyle canadese
- 19 ottobre - Christopher Gerse, attore statunitense
- 19 ottobre - Faf de Klerk, rugbista a 15 sudafricano
- 19 ottobre - Grace Lau, karateka hongkonghese
- 19 ottobre - Samantha Robinson, attrice statunitense
- 20 ottobre - Luccas Claro, calciatore brasiliano
- 20 ottobre - Débora Cristiane de Oliveira, calciatrice brasiliana
- 20 ottobre - Serghei Gheorghiev, calciatore bulgaro
- 20 ottobre - Nathaniel Jarvis, calciatore antiguo-barbudano
- 20 ottobre - Rachel Peters, modella britannica
- 20 ottobre - Stefan Stangl, ex calciatore austriaco
- 20 ottobre - Zulfahmi Khairuddin, pilota motociclistico malaysiano
- 21 ottobre - Art'our Aleksanyan, lottatore armeno
- 21 ottobre - Álex Batllori, attore spagnolo
- 21 ottobre - Aleksandr Burmistrov, hockeista su ghiaccio russo
- 21 ottobre - Fernando Evangelista, calciatore argentino
- 21 ottobre - Geoffry Hairemans, calciatore belga
- 21 ottobre - Kim Un-hyang, tuffatrice nordcoreana
- 21 ottobre - Aïssa Mandi, calciatore algerino
- 21 ottobre - Viliame Mata, rugbista a 15 figiano
- 21 ottobre - Leonor Rodríguez, cestista spagnola
- 21 ottobre - Boris Sekulić, calciatore serbo
- 21 ottobre - Jaelen Strong, giocatore di football americano statunitense
- 21 ottobre - Sébastien Vahaamahina, rugbista a 15 francese
- 21 ottobre - Clive Walford, ex giocatore di football americano statunitense
- 22 ottobre - Lawrence Alexander, ex cestista statunitense
- 22 ottobre - Robert Arboleda, calciatore ecuadoriano
- 22 ottobre - Paolo Ciavarro, conduttore televisivo e personaggio televisivo italiano
- 22 ottobre - Martín Comachi, calciatore argentino
- 22 ottobre - C.J. Fiedorowicz, giocatore di football americano statunitense
- 22 ottobre - Ariel Matías García, calciatore argentino
- 22 ottobre - Başak Gümülcinelioğlu, attrice, architetta e cantante turca
- 22 ottobre - Jennylee Martínez, pallavolista portoricana
- 22 ottobre - Juha Pirinen, calciatore finlandese
- 22 ottobre - Marlou van Rhijn, atleta paralimpica e ex nuotatrice olandese
- 22 ottobre - Levi Sherwood, pilota motociclistico neozelandese
- 22 ottobre - Paula Usero, attrice e modella spagnola
- 22 ottobre - Tyler Werry, ex sciatore alpino canadese
- 22 ottobre - Sibel Şişman, attrice turca
- 23 ottobre - Árpád Baróti, pallavolista ungherese
- 23 ottobre - Bryce Callahan, giocatore di football americano statunitense
- 23 ottobre - Emil Forsberg, calciatore svedese
- 23 ottobre - David Izazola, ex calciatore messicano
- 23 ottobre - Halil Kanačević, ex cestista statunitense
- 23 ottobre - Ruslan Kisil', ex calciatore ucraino
- 23 ottobre - Mako Komuro, principessa giapponese
- 23 ottobre - Ana Cristina Oliveira Leite, calciatrice tedesca
- 23 ottobre - Ruaridh McConnochie, rugbista a 15 britannico
- 23 ottobre - Jon Octeus, cestista statunitense
- 23 ottobre - Sophie Tamiko Oda, attrice statunitense
- 23 ottobre - Nikolaj Oljunin, snowboarder russo
- 23 ottobre - Antonio Pedrero, ciclista su strada spagnolo
- 24 ottobre - Tom Adeyemi, ex calciatore inglese
- 24 ottobre - Torstein Andersen Aase, ex calciatore e ex giocatore di calcio a 5 norvegese
- 24 ottobre - Danilo Barthel, ex cestista tedesco
- 24 ottobre - Brian Behrendt, calciatore tedesco
- 24 ottobre - Bernard Berisha, calciatore kosovaro
- 24 ottobre - Porntip Buranaprasertsuk, giocatrice di badminton thailandese
- 24 ottobre - Iván Cruz, cestista spagnolo
- 24 ottobre - Viola Diodati, ex cestista italiana
- 24 ottobre - Bojan Dubljević, cestista montenegrino
- 24 ottobre - Kelvin Gastelum, artista marziale misto statunitense
- 24 ottobre - Giacomo Gianni, pallanuotista italiano
- 24 ottobre - Luke Hyam, allenatore di calcio e ex calciatore inglese
- 24 ottobre - Yarmak, cantante e rapper ucraino
- 24 ottobre - Sadat Karim, calciatore ghanese
- 24 ottobre - Darren Murray, calciatore nordirlandese
- 24 ottobre - Álvaro Peña Herrero, calciatore spagnolo
- 24 ottobre - Domagoj Pušić, calciatore croato
- 24 ottobre - Fabian Schleusener, calciatore tedesco
- 24 ottobre - Diego Sosa, calciatore argentino
- 24 ottobre - Igor Stanojević, calciatore serbo
- 24 ottobre - Tristan-Samuel Weissborn, ex tennista austriaco
- 25 ottobre - Florent van Aubel, hockeista su prato belga
- 25 ottobre - Giovanni Ayroldi, arbitro di calcio italiano
- 25 ottobre - Omar Beckles, calciatore grenadino
- 25 ottobre - Amedeo Benedetti, calciatore italiano
- 25 ottobre - Mario Burić, calciatore croato
- 25 ottobre - Julia Dygruber, ex sciatrice alpina austriaca
- 25 ottobre - Davide Faraoni, calciatore italiano
- 25 ottobre - Sareea Freeman, pallavolista, allenatrice di pallavolo e dirigente sportivo statunitense
- 25 ottobre - Lorina Kamburova, attrice bulgara († 2021)
- 25 ottobre - José Mulero, pallavolista portoricano
- 25 ottobre - Andrew Norwell, giocatore di football americano statunitense
- 25 ottobre - Delmas Obou, velocista e bobbista italiano
- 25 ottobre - Andrzej Rzeszutek, tuffatore polacco
- 25 ottobre - Isabella Šinikova, tennista bulgara
- 25 ottobre - Mami Uchiseto, pallavolista giapponese
- 25 ottobre - Takatsugu Uda, fondista giapponese
- 26 ottobre - Filippo Baldi Rossi, cestista italiano
- 26 ottobre - Blas Cantó, cantante spagnolo
- 26 ottobre - Óscar Cerén, calciatore salvadoregno
- 26 ottobre - Elia Cinquini, hockeista su pista italiano
- 26 ottobre - Márton Eppel, calciatore ungherese
- 26 ottobre - B.J. Finney, ex giocatore di football americano statunitense
- 26 ottobre - Filippo Gerosa, rugbista a 15 italiano
- 26 ottobre - Evan Gershkovich, scrittore e giornalista statunitense
- 26 ottobre - Azamat Issakulov, pugile uzbeko
- 26 ottobre - Mirco Maestri, ciclista su strada italiano
- 26 ottobre - Milija Mrdak, pallavolista serbo
- 26 ottobre - Francesco Nicastro, calciatore italiano
- 26 ottobre - Jamie Robba, ex calciatore gibilterriano
- 26 ottobre - Andrei Sin, calciatore rumeno
- 26 ottobre - Kirill Suslov, calciatore russo
- 26 ottobre - Francisco Diego, artista messicano
- 26 ottobre - Marin Zulim, ex calciatore croato
- 27 ottobre - Bryan Craig, attore statunitense
- 27 ottobre - Simon Deli, calciatore ivoriano
- 27 ottobre - Adam Helcelet, multiplista ceco
- 27 ottobre - Nils Jonkmans, giocatore di football americano canadese
- 27 ottobre - Fumi Kaneko, ballerina giapponese
- 27 ottobre - Marcus Macauley, calciatore liberiano
- 27 ottobre - Islam Machačev, artista marziale misto russo
- 27 ottobre - Roberto Punčec, calciatore croato
- 27 ottobre - Seo Young-woo, bobbista sudcoreano
- 27 ottobre - Shōhei Takahashi, calciatore giapponese
- 27 ottobre - Mike Williams, cestista statunitense
- 27 ottobre - Artıom Zaharov, ciclista su strada e pistard kazako
- 28 ottobre - Marcos Acuña, calciatore argentino
- 28 ottobre - Orhan Ademi, calciatore svizzero
- 28 ottobre - Warren Barguil, ciclista su strada francese
- 28 ottobre - Lucy Bronze, calciatrice inglese
- 28 ottobre - Pietro Calzolari, calciatore sammarinese
- 28 ottobre - Victor Campenaerts, ciclista su strada e pistard belga
- 28 ottobre - Marco Contento, cestista italiano
- 28 ottobre - Mbaye Diagne, calciatore senegalese
- 28 ottobre - Devaughn Elliott, calciatore nevisiano
- 28 ottobre - Ferhat Görgülü, calciatore olandese
- 28 ottobre - Mohamed Hrezi, maratoneta libico
- 28 ottobre - Jennifer Keddy, pallavolista statunitense
- 28 ottobre - Liu Cuiqing, atleta paralimpica cinese
- 28 ottobre - Elmo Rautio, regista cinematografico e attore finlandese
- 28 ottobre - Eleonora Timpani, attrice italiana
- 28 ottobre - Bojana Todorović, ex pallavolista serba
- 28 ottobre - Marko Tomić, calciatore serbo
- 29 ottobre - Veronica Ballestrini, cantante e musicista statunitense
- 29 ottobre - Anita Blaze, schermitrice francese
- 29 ottobre - John Bohannon, cestista statunitense
- 29 ottobre - Chiara Carcano, personaggio televisivo e conduttrice radiofonica italiana
- 29 ottobre - Tom Devriendt, ex ciclista su strada belga
- 29 ottobre - Eben Etzebeth, rugbista a 15 sudafricano
- 29 ottobre - Parris Goebel, danzatrice e coreografa neozelandese
- 29 ottobre - Hugo Haak, ex pistard olandese
- 29 ottobre - Grant Hall, calciatore inglese
- 29 ottobre - Michael Hooper, rugbista a 15 australiano
- 29 ottobre - Deon Hotto, calciatore namibiano
- 29 ottobre - George Ikenne, calciatore nigeriano
- 29 ottobre - Gyselle Silva, pallavolista cubana
- 29 ottobre - Danilo Soares, calciatore brasiliano
- 29 ottobre - Willy Stephanus, calciatore namibiano
- 29 ottobre - Dmitrij Tarabin, giavellottista moldavo
- 29 ottobre - Harry Tincknell, pilota automobilistico britannico
- 29 ottobre - Ryōsuke Tone, ex calciatore giapponese
- 29 ottobre - Nikita Zajcev, hockeista su ghiaccio russo
- 30 ottobre - Daniel Bejarano, cestista statunitense
- 30 ottobre - Nir Bitton, calciatore israeliano
- 30 ottobre - Weerayut Chansook, cantante, attore e conduttore televisivo thailandese
- 30 ottobre - Scott Crichton, giocatore di football americano statunitense
- 30 ottobre - Jarell Eddie, cestista statunitense
- 30 ottobre - Rafael Galhardo, calciatore brasiliano
- 30 ottobre - Danell Leyva, ginnasta statunitense
- 30 ottobre - Jorge López, attore, cantante e ballerino cileno
- 30 ottobre - Alfonso Nieto, ex calciatore messicano
- 30 ottobre - Artemij Panarin, hockeista su ghiaccio russo
- 30 ottobre - Branislav Pindroch, calciatore slovacco
- 30 ottobre - Tomáš Satoranský, cestista ceco
- 30 ottobre - Evan Weinstock, bobbista statunitense
- 31 ottobre - Qais Alshabebi, cestista emiratino
- 31 ottobre - Floris Isola, ex calciatore francese
- 31 ottobre - Katrina Jade, attrice pornografica statunitense
- 31 ottobre - Owen Klassen, cestista canadese
- 31 ottobre - Joey Kooij, arbitro di calcio olandese
- 31 ottobre - Niko Lester, giocatore di football americano e allenatore di football americano tedesco
- 31 ottobre - Alejandro Márquez, calciatore cileno
- 31 ottobre - Patricia Obee, canottiera canadese
- 31 ottobre - Charles Piutau, rugbista a 15 neozelandese
- 31 ottobre - James Tavernier, calciatore inglese
- 31 ottobre - Lorenzo Vezzoli, giocatore di football americano italiano
- 31 ottobre - Michele Vitali, cestista italiano